# Prunoideae
Prunoideae este o subfamilie a familiei Rosaceae, ce conține plante, precum prunul, piersicul și corcodușul. Are aproximativ 200 specii de arbori (pomi) fructiferi și arbuști.